# Волейбол на летних Олимпийских играх 2024
Соревнования по волейболу на Играх XXXIII Олимпиады в Париже проходили с 27 июля по 11 августа 2024 года. Волейбольные турниры проводились в выставочном центре «Пари Экспо Порте де Версаль», а матчи по пляжному волейболу — в парке Марсово поле.

## Квалификация
В волейбольных турнирах Олимпийских игр выступали по 12 команд. Формат квалификации был одинаковым для мужских и женских сборных: 6 путёвок в Париж-2024 были разыграны на олимпийском квалификационном турнире, ещё 5 участников определились по рейтингу Международной федерации волейбола (FIVB) в июне 2024 года в следующем порядке:
- лучшие по рейтингу сборные пяти континентов, ещё не отобравшиеся на Олимпийские игры,
- лучшие сборные, ещё не отобравшиеся на Олимпийские игры, по мировому рейтингу независимо от континента.

Сборные Франции, представляющие страну-организатора Игр, в квалификации не участвовали.

### Мужчины
| Квалификационный критерий           | Квалификационный критерий | Даты                         | Место проведения | Квоты | Команды  |
| ----------------------------------- | ------------------------- | ---------------------------- | ---------------- | ----- | -------- |
| Принимающая страна                  | Принимающая страна        | —                            | —                | 1     | Франция  |
| Олимпийский квалификационный турнир | Группа A                  | 30 сентября — 8 октября 2023 | Рио-де-Жанейро   | 2     | Германия |
| Олимпийский квалификационный турнир | Группа A                  | 30 сентября — 8 октября 2023 | Рио-де-Жанейро   | 2     | Бразилия |
| Олимпийский квалификационный турнир | Группа B                  | 30 сентября — 8 октября 2023 | Токио            | 2     | США      |
| Олимпийский квалификационный турнир | Группа B                  | 30 сентября — 8 октября 2023 | Токио            | 2     | Япония   |
| Олимпийский квалификационный турнир | Группа C                  | 30 сентября — 8 октября 2023 | Сиань            | 2     | Польша   |
| Олимпийский квалификационный турнир | Группа C                  | 30 сентября — 8 октября 2023 | Сиань            | 2     | Канада   |
| Мировой рейтинг                     | Мировой рейтинг           | 24 июня 2024                 |                  | 5     | Словения |
| Мировой рейтинг                     | Мировой рейтинг           | 24 июня 2024                 | Италия           | 5     |          |
| Мировой рейтинг                     | Мировой рейтинг           | 24 июня 2024                 | Аргентина        | 5     |          |
| Мировой рейтинг                     | Мировой рейтинг           | 24 июня 2024                 | Сербия           | 5     |          |
| Мировой рейтинг                     | Мировой рейтинг           | 24 июня 2024                 | Египет           | 5     |          |
| Всего                               | Всего                     | Всего                        | Всего            | 12    |          |

### Женщины
| Квалификационный критерий           | Квалификационный критерий | Даты                | Место проведения | Квоты | Команды                  |
| ----------------------------------- | ------------------------- | ------------------- | ---------------- | ----- | ------------------------ |
| Принимающая страна                  | Принимающая страна        | —                   | —                | 1     | Франция                  |
| Олимпийский квалификационный турнир | Группа A                  | 16—24 сентября 2023 | Нинбо            | 2     | Доминиканская Республика |
| Олимпийский квалификационный турнир | Группа A                  | 16—24 сентября 2023 | Нинбо            | 2     | Сербия                   |
| Олимпийский квалификационный турнир | Группа B                  | 16—24 сентября 2023 | Токио            | 2     | Турция                   |
| Олимпийский квалификационный турнир | Группа B                  | 16—24 сентября 2023 | Токио            | 2     | Бразилия                 |
| Олимпийский квалификационный турнир | Группа C                  | 16—24 сентября 2023 | Лодзь            | 2     | США                      |
| Олимпийский квалификационный турнир | Группа C                  | 16—24 сентября 2023 | Лодзь            | 2     | Польша                   |
| Мировой рейтинг                     | Мировой рейтинг           | 17 июня 2024        |                  | 5     | Италия                   |
| Мировой рейтинг                     | Мировой рейтинг           | 17 июня 2024        | Китай            | 5     |                          |
| Мировой рейтинг                     | Мировой рейтинг           | 17 июня 2024        | Япония           | 5     |                          |
| Мировой рейтинг                     | Мировой рейтинг           | 17 июня 2024        | Нидерланды       | 5     |                          |
| Мировой рейтинг                     | Мировой рейтинг           | 17 июня 2024        | Кения            | 5     |                          |
| Всего                               | Всего                     | Всего               | Всего            | 12    |                          |

### Пляжный волейбол
В мужском и женском турнирах по пляжному волейболу выступали по 24 команды. В каждом из турниров по квоте для страны-организатора играют по одной паре из Франции, а также победители Чемпионата мира по пляжному волейболу, который прошёл с 6 по 15 октября 2023 года в Мексике.
По 17 участников олимпийских турниров (но не более двух от каждой страны) определились по олимпийскому рейтингу FIVB, учитывающему 12 лучших результатов каждой пары в период с 1 января 2023 года по 10 июня 2024 года. Оставшиеся 5 лицензий (по одной на каждую входящую в FIVB континентальную конфедерацию) были разыграны в рамках Континентального кубка в июне 2024 года.

## Формат и календарь турниров
В волейбольных турнирах 12 команд на групповом этапе разбиты на три группы. По две сильнейших команды из каждой группы и две команды с третьих мест с лучшими показателями вышли в плей-офф, где провели четвертьфинальные, полуфинальные и финальные матчи за золото и бронзу.
Формат соревнований по пляжному волейболу по сравнению с прошлыми Олимпийскими играми не претерпел изменений. 24 команды на групповом этапе разбиты на шесть групп. В плей-офф вышли по две сильнейших команды из каждой группы и две команды с третьих мест с лучшими показателями.
|                  | 27.07    | 28.07    | 29.07    | 30.07    | 31.07    | 1.08     | 2.08     | 3.08     | 4.08     | 5.08     | 6.08     | 7.08     | 8.08     | 9.08     | 10.08    | 11.08    |          |          |          |
| Волейбол         | Волейбол | Волейбол | Волейбол | Волейбол | Волейбол | Волейбол | Волейбол | Волейбол | Волейбол | Волейбол | Волейбол | Волейбол | Волейбол | Волейбол | Волейбол | Волейбол | Волейбол | Волейбол | Волейбол |
| ---------------- | -------- | -------- | -------- | -------- | -------- | -------- | -------- | -------- | -------- | -------- | -------- | -------- | -------- | -------- | -------- | -------- | -------- | -------- | -------- |
| Мужчины          |          |          |          |          |          |          |          |          |          | 1/4      |          | 1/2      |          | 3-е      | Финал    |          |          |          |          |
| Женщины          |          |          |          |          |          |          |          |          |          |          | 1/4      |          | 1/2      |          | 3-е      | Финал    |          |          |          |
| Пляжный волейбол |          |          |          |          |          |          |          |          |          |          |          |          |          |          |          |          |          |          |          |
| Мужчины          |          |          |          |          |          |          |          |          | 1/8      | 1/8      | 1/4      | 1/4      | 1/2      |          | Финал    |          |          |          |          |
| Женщины          |          |          |          |          |          |          |          |          | 1/8      | 1/8      | 1/4      | 1/4      | 1/2      | Финал    |          |          |          |          |          |

|  | Групповой этап |  | 1/8 финала |  | 1/4 финала |  | 1/2 финала |  | Матч за 3-е место и финал |

## Медали

### Общий зачёт
| Общее количество медалей |           |        |         |        |       |
| Место                    | Страна    | Золото | Серебро | Бронза | Всего |
| 1                        | Бразилия  | 1      | 0       | 1      | 2     |
| 2                        | Италия    | 1      | 0       | 0      | 1     |
| 2                        | Франция   | 1      | 0       | 0      | 1     |
| 2                        | Швеция    | 1      | 0       | 0      | 1     |
| 5                        | США       | 0      | 1       | 1      | 2     |
| 6                        | Германия  | 0      | 1       | 0      | 1     |
| 6                        | Канада    | 0      | 1       | 0      | 1     |
| 6                        | Польша    | 0      | 1       | 0      | 1     |
| 9                        | Норвегия  | 0      | 0       | 1      | 1     |
| 9                        | Швейцария | 0      | 0       | 1      | 1     |

### Медалисты

#### Волейбол
|         | Золото | Серебро | Бронза |
| Мужчины | Франция Антуан Бризар · Женя Гребенников · Кантен Жуффруа · Тревор Клевено · Николя Ле Гофф · Ясин Луати · Эрвин Нгапет · Жан Патри · Кевин Тийи · Бенжамен Тоньютти · Тео Фор · Бартелеми Шиненьез                       | Польша Матеуш Бенек · Бартломей Болондзь · Павел Заторский · Лукаш Качмарек · Якуб Кохановский · Бартош Курек · Вильфредо Леон · Гжегож Ломач · Камиль Семенюк · Александр Сливка · Томаш Форналь · Норберт Хубер · Марцин Януш | США Тейлор Аверилл · Мэттью Андерсон · Джеффри Джендрик · Тори Дефалько · Мика Кристенсон · Мика Ма'а · Гаррет Муагутутия · Аарон Расселл · Дэвид Смит · Максвелл Холт · Эрик Шоджи · Томас Яшке                                                                                         |
| Женщины | ИталияЕкатерина Антропова · Катерина Бозетти · Анна Данези · Моника Де Дженнаро · Гайя Джованнини · Карлотта Камби · Мария Лубиан · Ловет Оморуйи · Алессия Орро · Мириам Силла · Илария Спирито · Сара Фар · Паола Эгону | СШАХейли Вашингтон · Джастин Вонг-Орантес · Андреа Дрюс · Лорен Карлини · Джордан Ларсон · Чиака Огбогу · Катрин Пламмер · Джордин Поултер · Дана Реттке · Келси Робинсон · Авери Скиннер · Джордан Томпсон · Майка Хэнкок      | Бразилия Наталия Араужу (Натинья) · Юлия Бергман · Габриэла Гимарайнс (Габи) · Ана Каролина да Силва (Карол) · Таиса Дахер ди Менезис · Диана Дуарте · Макрис Карнейро · Ниеме Коста · Розамария Монтибеллер · Роберта Ратцке · Тайнара Сантос · Ана Кристина де Соуза · Лоренн Тейшейра |

#### Пляжный волейбол
|         | Золото                                              | Серебро                                         | Бронза                                |
| Мужчины | Швеция Давид Оман · Йонатан Хельвиг                 | Германия Нильс Элерс · Клеменс Виклер           | Норвегия Андерс Мол · Кристиан Сёрум  |
| Женщины | Бразилия Ана Патрисия Рамос · Эдуарда Лижбоа (Дуда) | Канада Мелисса Умана-Паредес · Брэнди Уилкерсон | Швейцария Таня Хюберли · Нина Бруннер |